# 貝勒多訥山脈

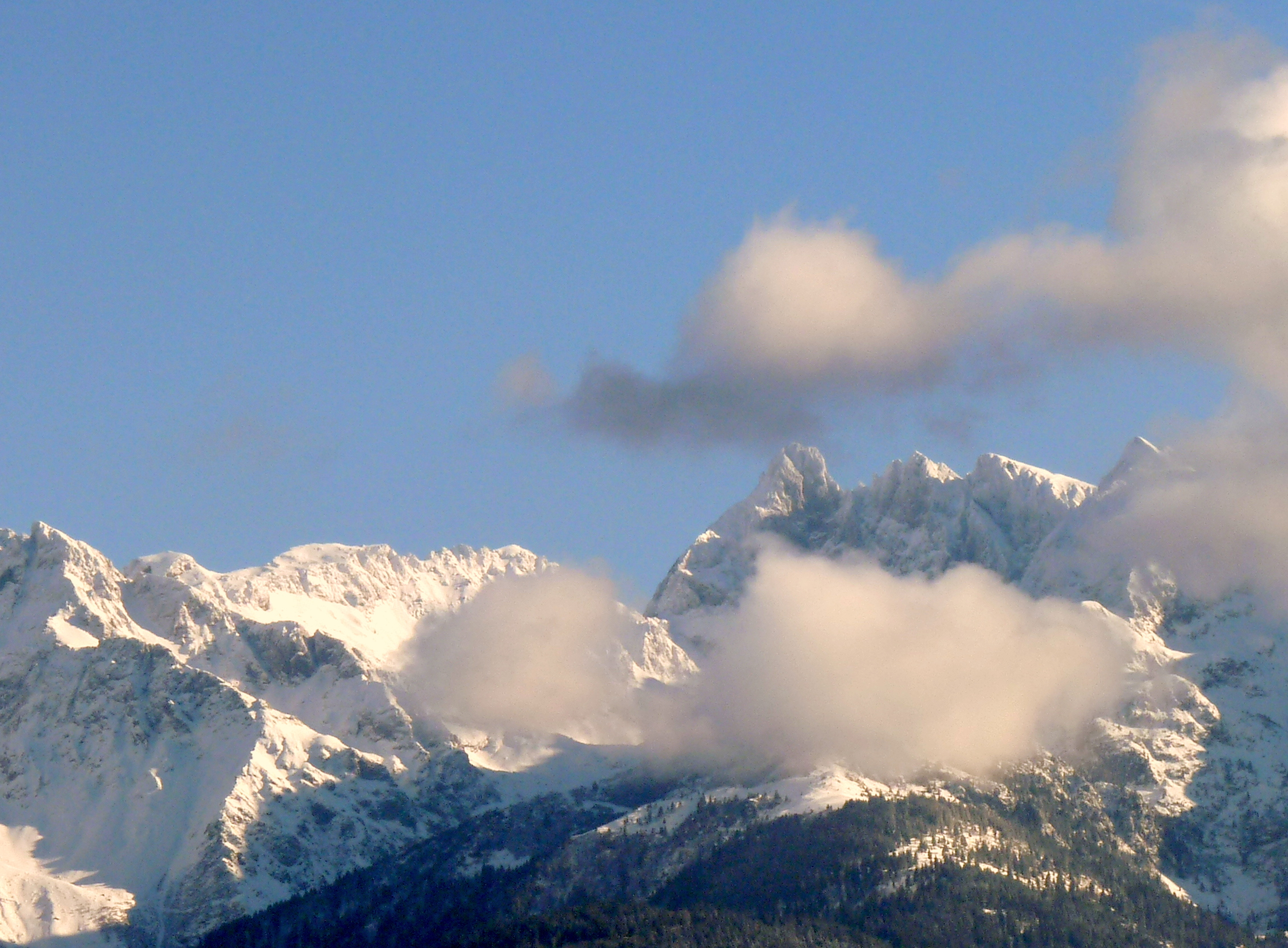

45°03′N 5°48′E / 45.050°N 5.800°E
貝勒多訥山脈（法語：Chaîne de Belledonne，法語發音：[ʃɛn də bɛldɔn]）是法國的山脈，位於該國東南部，屬於多菲内山的一部分，長60公里、寬10公里，最高點是海拔高度2,977米的大貝勒多訥峰。